# 樹根 (畫作)
《樹根》（英語：Tree Roots）是文森·梵谷於1890年7月在法國瓦兹河畔欧韦尔居住時所創作的一幅油畫，該幅畫普遍被視為他最後一幅風景畫，也是梵谷使用雙方形畫布作畫的一個例子。

## 歷史
梵谷在1890年5月離開普罗旺斯地区圣雷米的精神病院後，在巴黎北部的小鎮奧維爾度過了他生命的最後幾個月。因此《樹根》也被一些學者認為是他在1890年7月下旬所創作，他去世前所繪製的最後一幅畫。
荷蘭藝術史學家揚·許爾斯克認為《樹根》是梵谷在使用雙方形畫布中最具原創性的一幅。 觀者自以為能辨認出樹根和樹幹，卻很難從整體上辨認出主題。范·德文和KNAPP曾評論道，在這幅畫以及在《樹木和灌木叢》中，繪畫本身而並非表達著主題，預示著將來抽象藝術和德国表现主义的發展。
1882年，梵谷在海牙時曾對樹根進行了研究，並繪製了一棵樹（下圖），他同時完成了更大版本的《悲傷》（現已遺失） 。梵谷在給他弟弟西奧的一封信中說，他想在這些畫作中表達一些人生的掙扎。不知道他是否對他的 1890年的《樹根》恢復了同樣的想法。在留下的紀錄中沒有給出任何提示。
2020年，梵谷研究所和梵谷博物館的研究人員根據一張歷史明信片，確定了《樹根》這幅畫作的可能創作地點，位於瓦茲河畔奧維爾的杜比尼街。地點距梵谷當時的下榻處哈霧旅店約150公尺。

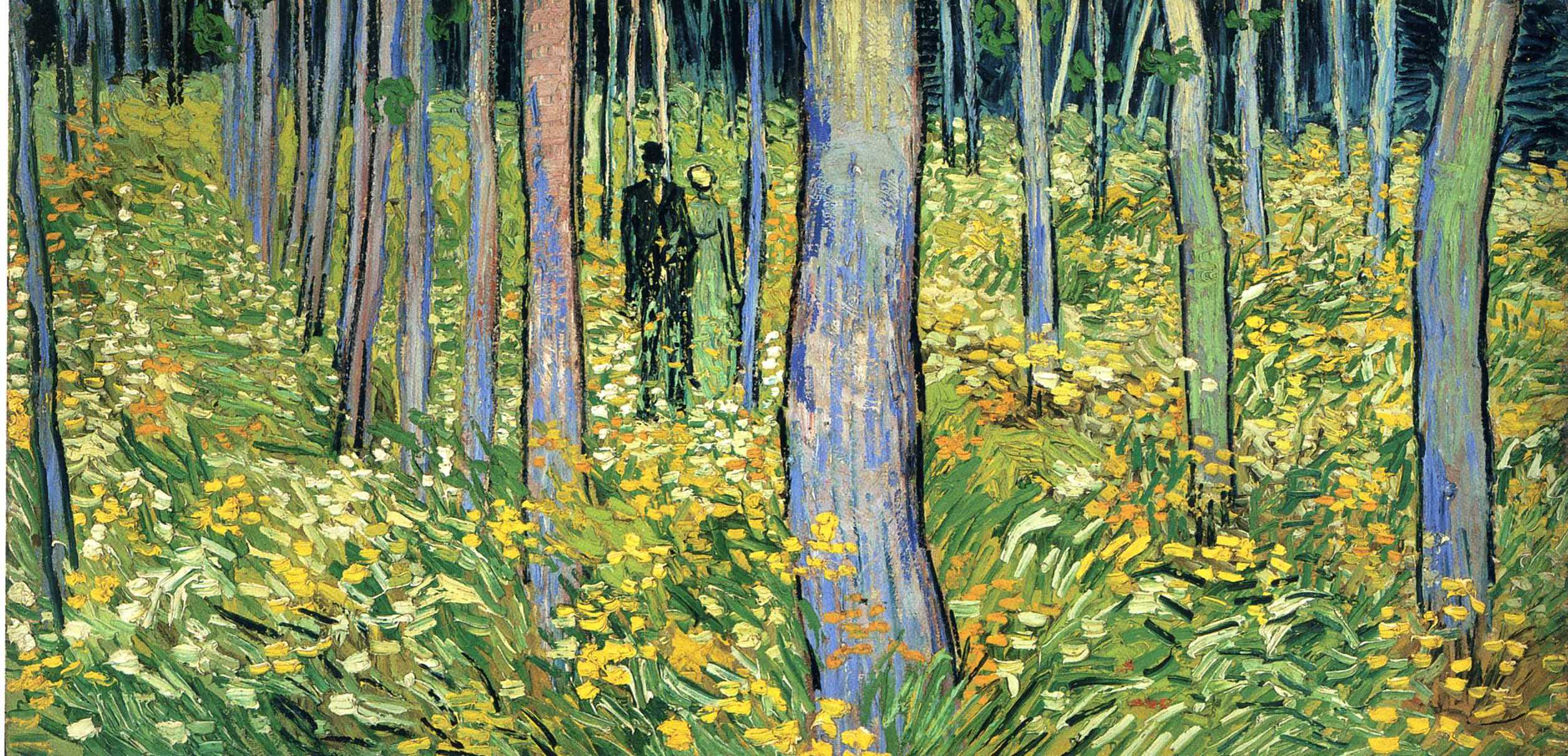
《有兩個人物的灌木叢》，布面油畫 ，50 x 100公分，1890年6月下旬 (F773, JH2041)[Works 2][Letters 1][Letters 2]
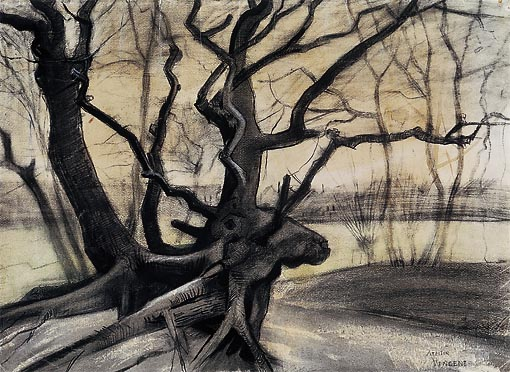
《沙地上的樹根》，鉛筆，黑色粉筆，墨水筆，棕色和灰色水洗，水彩紙上的不透明水彩，1882年4月至5月，收藏於克勒勒-米勒博物館(F933, JH142)。[Works 3][Works 4][Letters 3]

## 另見
- 《麥田群鴉》

### 書目
- de la Faille, Jacob-Baart. The Works of Vincent van Gogh: His Paintings and Drawings. Amsterdam: Meulenhoff, 1970. ISBN 978-1-55660-811-7
- Hulsker, Jan. The Complete Van Gogh. Oxford: Phaidon, 1980. ISBN 978-0-71482-028-6
- Naifeh, Steven; Smith, Gregory White. Van Gogh: The Life. Profile Books, 2011. ISBN 978-1-84668-010-6
- van der Veen, Wouter; Knapp, Peter. Van Gogh in Auvers: His Last Days. Monacelli Press, 2010. ISBN 978-1-58093-301-8

## 外部連結
- Tree Roots （页面存档备份，存于） at the Van Gogh Museum website
- 维基共享资源上的相關多媒體資源：樹根